# 食農科学科
食農科学科（しょくのうかがくか）は、日本の主に農業高等学校に設置されている教育科・学科。食料と農業ー食農について学ぶ。

## おもな設置校
- 宮城県柴田農林高等学校
- 香川県立農業経営高等学校
- 福岡県立朝倉光陽高等学校
- 岩手県立花巻農業高等学校
- 愛媛県立西条農業高等学校
- 高知県立春野高等学校 食農科学系列
- 三重県立上野農業高等学校
- 熊本県立矢部高等学校
- 東京農業大学国際食料情報学部 国際食農科学科

## 食農学科
大学の学科名称では、食農学科が使用されている。
- 京都先端科学大学（京都学園大学）バイオ環境学部 食農学科
- 玉川大学農学部先端食農学科

## その他
- 広島国際学院大学には、2013年度から2017年度まで 工学部 食農バイオ・リサイクル学科があった
- 愛知大学には 地域政策学部 地域政策学科 に食農環境コース
- 山形大学には農学部 食料生命環境学科 に 食農環境マネジメント学コース
- 弘前大学には国際園芸農学科(2016年度に設置）に 食農経済コース
- 岐阜大学応用生物科学部に食農生命科学科
- 摂南大学には 農学部に食農ビジネス学科を枚方キャンパスに開設
- 大分県立佐伯豊南高等学校に 食農ビジネス科
- 鯉淵学園農業栄養専門学校に 食農環境科（有機農業コース・アグリビジネスコース)
- 鹿児島県立加世田常潤高等学校（南さつま市）に 食農プロデュース科
- 大分県立佐伯鶴岡高等学校に、食農ビジネス科
- 福井県立坂井高等学校に、食農化学科
- 龍谷大学の大学院農学研究科に、食農科学専攻
- 福島大学に2019年に農学類が発足。食農学類が設置された